# 12871 Samarasinha
12871 Samarasinha (1998 ML37) là một tiểu hành tinh vành đai chính.